# مكبح هيدروليكي

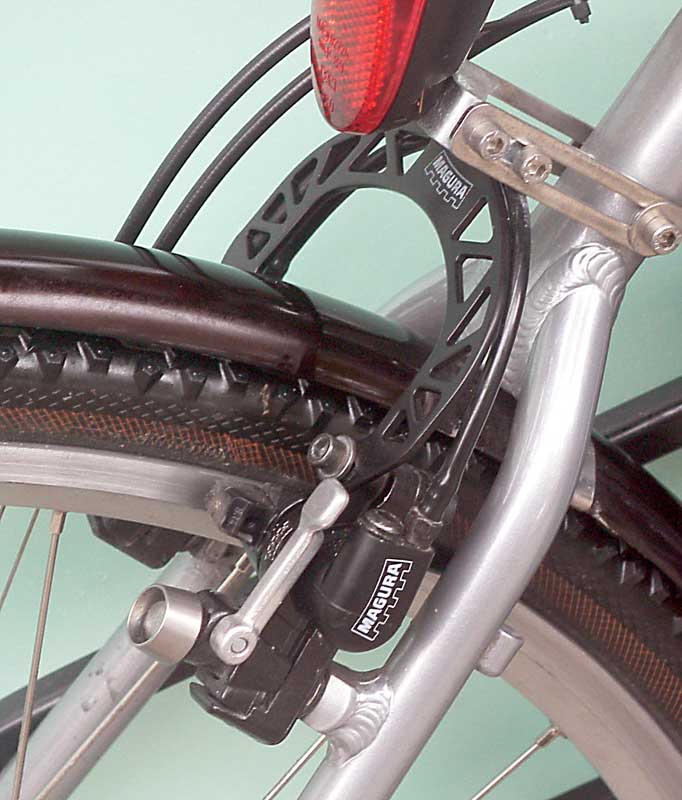
نظام مكابح دراجة هيدروليكي

المكبح الهيدروليكي أو الفرملة الهيدروليكية هو منظومة كبح أو فرملة تعتمد على مائع كبح يحتوي على إيثيلين جليكول لينقل الضغط من آلية التحكم إلى آلية الكبح.

## التاريخ
استحدث فريد دوسنبرغ المكابح الهيدروليكية في سيارات السباق الخاصة به عام 1914 وأصبحت دونسبرغ هي أول ماركة سيارات تستخدم هذه التكنولوجيا في سيارات الركاب عام 1921. كان من الممكن أن يجني عليه هذا الاختراع أموالًا طائلة لو أنه قد سجل براءة اختراعه. في عام 1918، طور مالكوم لوهيد (غير نطق اسمه لاحقًا إلى لوكهيد) نظام فرملة هيدروليكي.

## التركيب

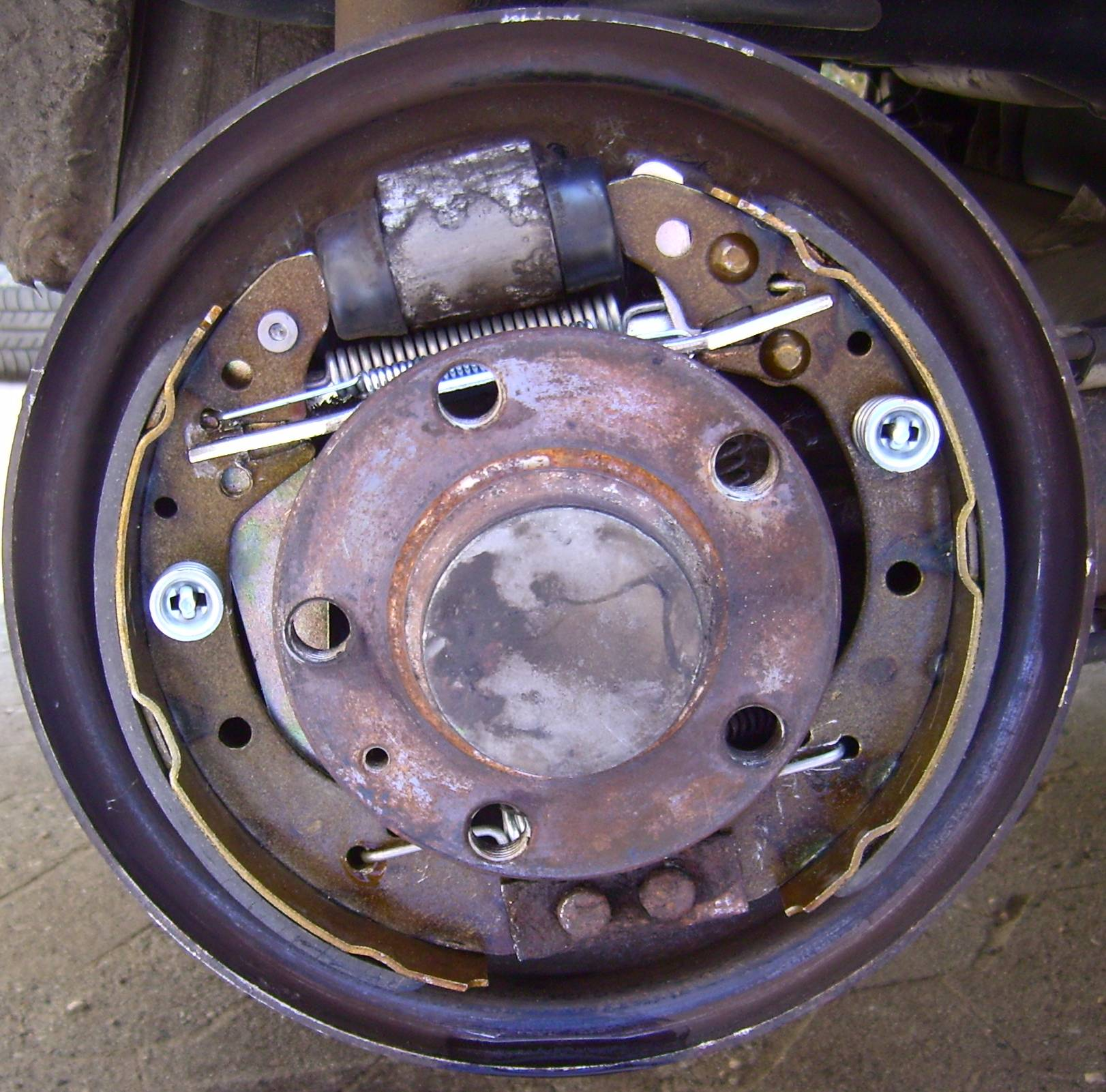
مكبح جرني لسيارة سكودا فابيا 2003 - عجلة خلفية

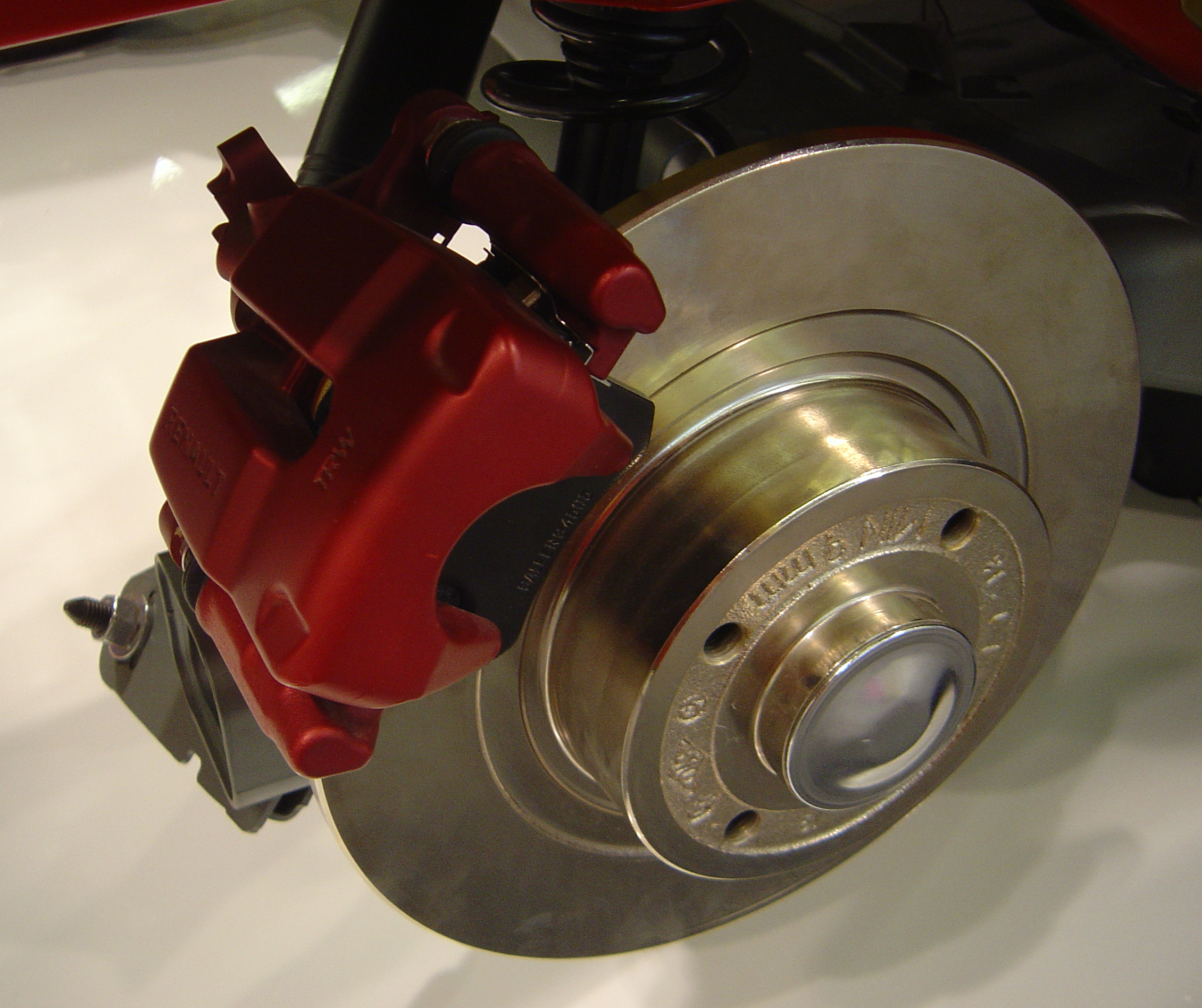
مكبح قرصي

تتكون معظم الأنظمة الشائعة للمكابح الهيدروليكية لسيارات الركاب والدراجات البخارية والاسكوترات وغيرها من التالي:
- دواسة مكابح أو ذراع
- قضيب شد ودفع (Pushrod)
- مجموعة الاسطوانة الرئيسية (Master Cylinder Assembly) تتضمن مجموعة مكبس (Piston Assembly) (عبارة عن مكبس أو اثنين وياي إرجاع (Return Spring) ومجموعة حواشي وحلقات دائرية ومستودع للمائع)
- خطوط هيدروليكية مدعّمة
- مجموعة سرج المكابح (Brake Caliper Assembly) تتكون غالبًا من مكبس أو مكبسين مفرغين ومصنعين من الألومنيوم أو الصلب المطلي بالكروم (مكابس السرج أو بالعامية مكابس الكليبر) ومجموعة من بطانة المكبح الموصلة للحرارة ومكبح قرصي أو مكبح جرني يتصل بالمحور.

يملئ النظام عادة بمائع فرملة يعتمد على جليكول إيثير (يمكن أن تستخدم موائع أخرى).
استخدمت المكابح الجرنية في الأربع عجلات في سيارات الركاب من قبل. لاحقًا، اسخدمت المكابح القرصية للعجلتين الأماميتين والمكابح الجرنية للعجلتين الخلفيتين. على أية حال فقد أظهرت المكابح القرصية تشتتًا حراريًا أفضل ومقاومة أكبر للتآكل وبالتالي فهي أكثر أمانًا عن المكابح الجرنية. وعليه أصبحت المكابح القرصية تستخدم في الأربعة عجلات بشكل واسع في معظم المركبات. على الرغم من ذلك لا تزال العديد من المركبات ثنائية العجل تستخدم المكابح الجرنية في العجلة الخلفية.

## آلية العمل

مخطط يوضح الأجزاء الرئيسية لنظام كبح قرصي هيدروليكي.

في نظام المكابح الهيدروليكي، عند الضغط على دواسة المكابح، يؤثر قضيب الشد والدفع بقوة على المكبس أو المكابس في الاسطوانة الرئيسية مما يتسبب في سريان المائع من مستودع مائع المكابح ليسري في غرفة ضغط من خلال فتحات. يعمل ذلك على زيادة الضغط في النظام الهيدروليكي ككل، فيمر المائع عبر الخطوط الهيدروليكية إلى سرج (caliper) أو أكثر حيث يوثر على مكبس أو اثنين.
بعد تأثير المائع على مكبس أو مكبسي سرج المكابح، يؤثر المكبس أو المكبسان بقوة على بطانات المكبح فتتحرك باتجاه العضو الدوار، فيعمل الاحتكاك بين البطانات والعضو الدوار على إحداث عزم فرملة وبالتالي تقل سرعة المركبة. الحرارة المتولدة من خلال هذا الاحتكاك إما تتشتت عبر فتحات أو قنوات في العضو الدوار أو تمتص عن طريق البطانات والتي تصنع من مواد مخصصة تتحمل الحرارة مثل الكيفلار أو الزجاج المتكلس.
مع رفع القوة المؤثرة على دواسة المكابح يقوم الياي أو اليايات في مجموعة الاسطوانة الرئيسية بإعادة المكبس الرئيسي إلى الوضع الابتدائي، ففي البداية، يُرفع الضغط الهيدروليكي المؤثر على السرج، ثم يحدث تفريغ على مكبس أو مكابس المكابح في السرج فتتحرك عائدة إلى وضعها الابتدائي فتبتعد بطانات المكابح عن العضو الدوّار.
نظام الفرملة الهيدروليكي هو نظام مغلق، إلا في حالة حدوث تسريب في النظام، حيث أنه لا يدخل أو يخرج أي مائع فرملة من النظام وأيضًا لا يستهلك جزء منه.

## اعتبارات خاصة
يعيب أنظمة الفرملة الهوائية ضخامة حجمها، كذلك تتطلب ضواغط هواء ومستودعات. على عكس الأنظمة الهيدروليكية الأصغر والأقل تكلفة.
يجب أن يكون المائع الهيدروليكي غير قابل للانضغاط. فعلى عكس المكابح الهوائية والتي يفتح بها صمام ليمر الهواء عبر الخطوط وغرفة الفرملة حتى يرتفع الضغط بدرجة كافية، تعتمد المكابح الهيدروليكية على شوط واحد من المكبس لتدفع المائع في النظام.
إذا وجد أي بخار في النظام فإنه سينضغط، وقد لا يكون الضغط كافيًا لدفع المكابح.
تتعرض أنظمة المكابح الهيدروليكية أحيانًا لدرجات حرارة عالية أثناء التشغيل، مثلًا عند النزول في طرق شديدة الانحدار. ولهذا الغرض يجب أن يقاوم المائع الهيدروليكي التبخر في درجات الحرارة العالية.
يتبخر الماء بسهولة مع الحرارة كما أنه يسبب التآكل في الأجزاء المعدنية من النظام. لذا فإن الماء بمجرد دخوله في خطوط المكابح، حتى وإن كان بكميات صغيرة، فإنه يتفاعل مع أكثر موائع المكابح شيوعًا (المواد الاسترطابية على سبيل المثال) فيتسبب ذلك في تكوين رواسب يمكنها أن تسد خطوط المكابح والمستودع. من الضروري للغاية إحكام أي نظام مكابح من أن يتعرض للماء، مما يعني أن تغيير سائل المكابح بانتظام يعد ضروريًا للتأكد من خلو النظام من الرواسب المتكونة من التفاعلات مع الماء. تستخدم الزيوت الخفيفة أحيانًا كمائع مكابح لأنها لا تتفاعل مع الماء، فيحل الزيت بدلًا من الماء ويحمي الأجزاء البلاستيكية من التآكل، كما أنه يتحمل درجات حرارة أعلى قبل التبخّر، لكن له عيوب أخرى مقارنة بالموائع الهيدروليكية الاعتيادية.
«اضمحلال المكابح» هي حالة يسببها ارتفاع درجة الحرارة وينتج عنها نقص كفاءة الفرملة، ويمكن أن تفقد. يمكن أن يحدث ذلك الاضمحلال لعدة أسباب. البطانات التي تتلامس مع العضو الدوّار يمكن أن ترتفع درجة حرارتها و«تصقل»، فتصبح ناعمة للغاية وصلبة بحيث لا تستطيع أن تقبض على العضو الدوار بصورة جيدة. أيضًا يمكن أن يتسبب تبخر المائع الهيدروليكي في حالة ارتفاع درجة الحرارة بشدة أو التشتت الحراري في تغير شكل البطانات وقد يعمل ذلك على تقليص المساحة المتلامسة مع العضو الدوار. يمكن أن يسبب التشتت الحراري أيضًا تغيرات دائمة في شكل الأجزاء المعدنية، فيؤدي ذلك إلى نقص في قدرة الفرملة وعليه يجب استبدال الأجزاء المتضررة.

## روابط خارجية
- Nice، Karim. "How Brakes Work". How Stuff Works. مؤرشف من الأصل في 2019-10-17. اطلع عليه بتاريخ 2015-08-29.